# Marc Ballanfat
Marc Ballanfat est un professeur de philosophie, traducteur depuis le sanskrit et spécialiste des philosophes de l’Inde ancienne. 
Il a enseigné pendant quinze années la philosophie à Aubervilliers. De 2011 à 2020, il a enseigné en Classes préparatoires aux Grandes Écoles au Lycée Alexandre Dumas (Saint-Cloud). Il est aussi chargé de cours à l’université Paris-IV Sorbonne.
Il est agrégé de philosophie, et docteur en philosophie (1986) et en histoire des religions.

## Biographie
Alors étudiant en licence de philosophie, Marc Ballanfat entreprend un voyage en Inde et s'imprègne de la culture indienne. De retour en France, il suit des cours de sanskrit de François Grimal.
De 2001 à 2007 il est directeur de programme au Collège international de philosophie.
En 2007, il traduit et commente la Bhagavadgita, publiée dans la collection Garnier Flammarion.
En 2011, dans Simone Weil ou Le combat de l'ange contre la force il fait le rapprochement entre la pensée de Simone Weil et la mystique hindouiste. Il retrace l'ensemble du parcours de Simone Weil autour de la notion de force.
En 2016, il s'associe avec Amina Taha-Hussein Okada et publie l'ouvrage illustré La Bhagavadgita illustrée par la peinture indienne aux éditions Diane de Sellier.

## Publications

### Ouvrages
- Bouddha autobiographies, éditions Berg International, 1998 (OCLC 807081679)
- La métaphysique, Paris, éditions Ellipses, 1999 (OCLC 406782424)
- Les matérialistes dans l'Inde ancienne, Paris, éditions L'harmattan, 2000 (OCLC 68127324) [lire en ligne] Compte rendu de Jean-François Belzile, Philosophiques, vol. 25, no 1, 1998, p. 127-129. [lire en ligne]
- Introduction aux philosophies de l’Inde, Paris, éditions Ellipses, 2002 (OCLC 1003146501)
- Vocabulaire des philosophies de l’Inde, Paris, éditions Ellipses, 2003 (OCLC 300237050)
- La Bhagavadgita, coll. « Texte intégral », no 1167 Garnier-Flammarion, 2007 (OCLC 717561516)[11]
- Philosophies d’ailleurs - tome 1, Les pensées indiennes, chinoises et tibétaines, éditions Hermann, Paris, 2009
- Simone Weil ou Le combat de l'ange contre la force, Paris, éditions Hermann, 2011 (OCLC 1038554220)
- Introduction aux philosophies de l'Inde, Paris, éditions Ellipses, 2017 (OCLC 1003146501)
- Philosophie indienne: illusion et réalité, ordre du monde et libération, Paris, Vrin, 2024   (ISBN 978-2-7116-3136-0)

### Participations à des ouvrages collectifs
- Comment gagner des points au bac L, éditions Studyrama Eds, 2004
- Comment gagner des points au bac ES, éditions Studyrama Eds, 2004
- Réussir ses plans de dissertation, éditions Studyrama Eds, 2005 (OCLC 718452038)
- Rue Descartes, n° 54 : Les rationalités de l'Inde, éditions PUF, 2006  (ISSN 2102-5819)
- Savoir problématiser : Comprendre et analyser un sujet, éditions Studyrama Eds, 2009 (OCLC 470805686)
- Revue Française de Yoga, n° 41 : La dynamique du désir, 2010  (ISSN 0247-719X)
- Argumenter et analyser un problème, Studyrama Eds, 2011 (OCLC 757099890)
- La Bhagavadgita illustrée par la peinture indienne (avec Amina Taha-Hussein Okada), éditions Diane de Sellier, 2016 (OCLC 967516984)
- Gestion des conflits et coopérations en Europe. Enjeux et représentations du XIXe siècle à nos jours, L'harmattan, 2017
- L'Un dans l'autre : De l'unité des spiritualités, L'harmattan, 2017 (OCLC 1020033270) [lire en ligne]